# Военно-морской приказ от 24 октября 1918
Военно-морской приказ от 24 октября 1918 — кодовое название последнего плана крупномасштабной боевой операции, составленного для Императорских военно-морских сил в Первую мировую войну. План предусматривал выход в море всех основных германских морских сил с целью дать решающий бой многократно превосходящим силам Большого Флота. Хотя формально план предусматривал некоторую схему действий, практически же, попытка оперировать при наличном соотношении сил была откровенным самоубийством. Нежелание германских моряков стать жертвами этой практически безнадежной операции привело к Кильскому восстанию и в конечной перспективе — к Ноябрьской революции в Германской империи.

## История
Непосредственной причиной разработки операции стали начавшиеся 5 октября 1918 года переговоры о перемирии между новым канцлером Германии принцем Максимилианом Баденским и президентом США Вудро Вильсоном. Одним из предварительных условий начала переговоров было прекращение Германией «неограниченной подводной войны» против судоходства союзных держав. Кроме того, обсуждался вопрос интернирования основного состава германского флота. В ответ, адмирал Рейнхард Шеер распорядился подготовить план решительной операции с участием всех доступных германских надводных кораблей и высвободившихся подводных лодок.

## Планирование

### Германия

#### Германская стратегия
Общая германская стратегия сводилась к тому, чтобы действиями своих надводных сил ввязаться в бой с британским флотом, и выманить его основные силы на завесу заранее расположенных в фиксированных точках Северного Моря субмарин. Основная ставка делалась на действия 25 подводных лодок, которые предполагалось развернуть в шесть завес в Северном Море. Надводным германским силам отводилась в первую очередь роль приманки, за которой британский флот пойдет в ловушку.
Окончательный вариант плана предполагал, что немецкий флот, выйдя из гаваней, направится на юг: при этом, отряды эсминцев и легких крейсеров будут направлены для нанесения удара по объектам в Ла-Манше и устье Темзы. Основные силы германского флота должны были прикрывать вылазку, находясь позади развернутого в Северном Море «барьера» из субмарин и получая данные о перемещениях британцев от завесы патрулирующих цеппелинов. 
Главным недостатком плана было полное отсутствие резервирования на случай неудачи. В случае, если бы подводным лодкам не удалось нанести достаточный урон британскому флоту, то немецкий флот оказывался заперт в южной части Северного Моря, с блокированными путями к отступлению, и не имел бы никакой альтернативы кроме как сражаться до последнего с численно превосходящим противником. 
23 октября, семь немецких субмарин в Северном Море заняли позиции напротив Розайта. Их задачей было следить за Большим Флотом и предупредить по-радио, когда тот выйдет в море. 24 октября началось развертывание подводных завес. Из этих субмарин, две были потоплены, две столкнулись и были вынуждены вернуться в порт, и две не смогли выйти в море из-за поломок, тем самым ограничив развернутые силы всего 19 субмаринами, из которых 7 находились в дозоре.

#### Германский флот
Флот открытого моря в октябре 1918 года насчитывал в своем составе 18 дредноутов и 5 линейных крейсеров. Два из них были новейшими германскими супердредноутами типа «Байерн», вооруженными 380-миллиметровыми орудиями. После Ютландского Сражения, из состава флота были выведены все устаревшие броненосцы, чья малая скорость и недостаточная по современным меркам защищенность делала их малополезными в крупномасштабном сражении. Техническое состояние германского флота практически не изменилось с момента Ютландского Сражения, никаких принципиальных изменений введено не было.
Боевая подготовка флота была в последние годы чрезвычайно ограничена. С 1916 по 1918 год, германский флот совершил только три выхода в полном составе. Длительное бездействие отрицательно сказалось на боевом духе экипажей и уже в 1917 году было отмечено несколько актов неповиновения.

### Великобритания

#### Британская стратегия
Благодаря деятельности Комнаты 40, успешно перехватывавшей радиопереговоры и взламывавшей немецкие шифры, британский флот был постоянно в курсе действий немцев. Хотя предпринятые немцами меры к 1918 году существенно осложнили получение информации, все же разведка оставалась в курсе основных действий германского флота и могла своевременно предупреждать о них Большой Флот.
В октябре 1918 года, благодаря радиоперехвату, британцам удалось заметить развертывание германских субмарин на позициях. Командование флота, хотя и не знало о готовящейся немцами операции, немедленно усилило противолодочные патрули. 28 октября, англичане убедились, что немецкий флот готовится к масштабной акции и начали немедленно готовиться к выходу в море. Таким образом, основной элемент немецкой стратегии — тайно развернутые завесы субмарин — был выявлен британцами и уже не мог сыграть особого значения.

#### Британский флот
В октябре 1918, Большой Флот находился в зените своей боевой мощи. Его основную линию составляли 30 дредноутов и супердредноутов и 11 линейных крейсеров: ещё 5 супердредноутов представляли Атлантический Флот США, что увеличивало общее число линейных кораблей в строю до 35. Все эти корабли были новой постройки: ряд наиболее старых дредноутов был уже исключен из состава флота и переведен в резерв. Основу британского построения составляли 12 супердредноутов с 343-миллиметровыми орудиями и 10 супердредноутов с 379-миллиметровыми орудиями.
Британцы учли негативные для них уроки Ютландского Сражения, и приняли меры по исправлению недостатков своих кораблей: в артиллерийских погребах были введены взрывозащитные переборки, неудовлетворительно действовавшие бронебойные снаряды были заменены новыми, более эффективными моделями. Кроме того, британский флот готовился задействовать ряд принципиально новых видов оружия, таких как палубная торпедоносная авиация с трех наличных авианосцев, и быстроходные подводные лодки, приспособленные для совместных действий с эскадрой.

## Соотношение сил
|                            | Большой Флот и американский эскадрон | Другие британские соединения | Флот Открытого Моря |
| Дредноуты и супердредноуты | 35                                   | 0                            | 18                  |
| Линейные крейсера          | 11                                   | 0                            | 5                   |
| Броненосные крейсера       | 4                                    | 0                            | 0                   |
| Легкие крейсера            | 36                                   | 8                            | 14                  |
| Авианосцы                  | 3                                    | 0                            | 0                   |
| Эсминцы и миноносцы        | 146                                  | 99                           | 60                  |
| Субмарины                  | 14                                   | 58                           | 25                  |

Практическое соотношение сил по основным классам был 2 к 1 в пользу британского флота. Реально же, соотношение сил было ещё больше в пользу британцев. В то время как германский флот насчитывал только два корабля с артиллерией калибром более 305 миллиметров, британский флот включал 12 супердредноутов с 343-миллиметровыми орудиями, 2 супердредноута (американских) с 356-мм орудиями и 10 супердредноутов с 381-миллиметровыми орудиями. Новые британские бронебойные снаряды в значительной степени компенсировали преимущество в защищенности немецких кораблей.
Англичане обладали значительным превосходством в быстроходных кораблях, так как в их флот входили пять быстроходных супердредноутов типа «Куин Элизабет» с 381-мм орудиями и четыре линейных крейсера с аналогичной артиллерией. Аналогов этих быстроходных и тяжеловооруженных кораблей у немцев не было.
Боевая подготовка британского флота значительно превышала немецкую, так как британский флот в 1916—1918 действовал гораздо более активно и проводил интенсивные учения.

## Итог
Откровенно самоубийственный характер плана был очевиден даже для германских матросов. Недовольство действиями командования, ради «чести флага», готовых направить на гибель в почти безнадежном сражении десятки тысяч человек, привело к отказу экипажей части кораблей выполнять приказ на выход в море. В результате, намеченная на 29-30 октября операция была вынужденно отменена (англичане первоначально сочли, что немцы не вышли в море из-за тумана). Дальнейшее развитие событий привело к восстанию матросов в Киле 1 ноября 1918 года и последовавшей революции, завершившейся крахом германской монархии и капитуляцией Германии. Таким образом, технически именно «Военно-морской приказ от 24 октября 1918» стал последним актом германского правительства, превысившим терпение германского народа.